# Yaseen Al-Sheyadi
Yaseen Khalil Abdullah Al-Sheyadi (Oman, 26 aprile 1993) è un calciatore omanita, centrocampista o attaccante dell'Al-Shabab.

## Carriera

### Club
Ha giocato nella prima divisione omanita.

### Nazionale
Con la nazionale omanita ha preso parte alla Coppa d'Asia 2019.